# Knooppunt Hoevelaken
Het Knooppunt Hoevelaken is een Nederlands verkeersknooppunt voor de aansluiting van de autosnelwegen A1 en A28, vlak bij Amersfoort. Het knooppunt is een voorbeeld van een voltooid klaverblad. 
In 1952 is knooppunt Hoevelaken geopend met een rotonde. Door hogere eisen is dit tussen 1966 en 1968 tijdelijk omgebouwd naar een zogeheten stuiverknooppunt. In 1971 was de verbouwing tot de huidige vorm van een klaverblad voltooid.

## Richtingen knooppunt
| Aansluitende wegen                             | Aansluitende wegen | Aansluitende wegen | Aansluitende wegen | Aansluitende wegen                      |
| ---------------------------------------------- | ------------------ | ------------------ | ------------------ | --------------------------------------- |
| richting Amersfoort-Noord / Bussum / Amsterdam |                    |                    |                    | richting Zwolle / Groningen             |
|                                                |                    |                    |                    |                                         |
|                                                |                    |                    |                    |                                         |
|                                                |                    |                    |                    |                                         |
| richting Amersfoort / Zeist / Utrecht          |                    |                    |                    | richting Apeldoorn / Deventer / Hengelo |

## Geschiedenis

### Rotonde en rijksweg
Het begon in 1952. In dit jaar stelde Rijkswaterstaat namelijk rijksweg 1 tussen Baarn en Terschuur open. Deze weg telde slechts één rijbaan en op de plek van het huidige knooppunt bevond zich een rotonde. Later dat jaar opende ook rijksweg 28 van Hoevelaken naar Nijkerk. In de lus aan de zuidoostkant van de rotonde stond een tankstation.

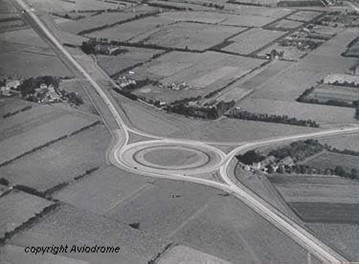
Het knooppunt in 1954: een rotonde.

### Stuiver
Later in 1962, was het geboortejaar van dé rondweg van Amersfoort; de A28. Vier jaar later, In 1966, startte de ombouw van de rotonde tot klaverblad. Tijdens deze eerste werkzaamheden werden de buitenste verbindingswegen van het huidige klaverblad aangelegd en met elkaar verbonden. Hierdoor nam het geheel met haar afgeronde hoeken de vorm aan van een vooroorlogse stuiver en ontstond een stuiverknooppunt.

### Klaverblad
Door alle takken van het knooppunt om te bouwen naar 2x2 rijkstroken, veranderde de stuiver langzaamaan in een klaverblad. Het vierdelige klaverblad ging niet voorspoedig, want de werkzaamheden aan het knooppunt werden door geldgebrek regelmatig stilgelegd. Hierdoor vond de uiteindelijke oplevering van het klaverblad, in zijn huidige vorm, pas in de decembermaand van 1971 plaats.

## Uitbreiding knooppunt
Tegen de achtergrond van de doorgaande groei van het verkeersaanbod in Nederland heeft de Rijksoverheid in de regio Midden-Nederland belangrijke knelpunten geïnventariseerd. De “Ring rondom Utrecht” en knooppunt Hoevelaken vormden daarbij belangrijke aandachtspunten. Van 5 december 2008 tot en met 30 januari 2009 zijn startnotities, als onderdeel van een milieueffectrapportage (MER), over deze knelpunten ter visie gelegd. Deze notities waren vervolgens aanleiding voor protesten, waarin de Natuur en Milieufederatie Utrecht een centrale rol speelde.
Op 6 juli 2009 maakte verkeersminister Camiel Eurlings bekend dat onder andere met meer rijstroken en fly-overs geprobeerd gaat worden om de verkeersproblemen aan te pakken. Op 20 augustus 2015 presenteerde Rijkswaterstaat de plannen voor de aanpassing, waarvoor de werkzaamheden in 2021 zouden beginnen. Echter werd in 2021, wegens de stikstofproblematiek, besloten om op een later tijdstip de planning voor het tracébesluit te herzien.
In 2022 was de planning dat over een aantal jaar het huidige klaverblad verandert in een kom met ruime verbindingswegen. Dit moet een oplossing bieden voor de dagelijkse files rondom het knooppunt.
In 2023 is door de minister van Infrastructuur & Waterstaat besloten om het project tot nader orde stil te leggen en op "pauzestand" te zetten.